# Stillmore
Stillmore is een plaats (town) in de Amerikaanse staat Georgia, en valt bestuurlijk gezien onder Emanuel County.

## Demografie
Bij de volkstelling in 2000 werd het aantal inwoners vastgesteld op 730.
In 2006 is het aantal inwoners door het United States Census Bureau geschat op 762, een stijging van 32 (4.4%).

## Geografie
Volgens het United States Census Bureau beslaat de plaats een oppervlakte van
8,3 km², waarvan 8,2 km² land en 0,1 km² water. Stillmore ligt op ongeveer 80 m boven zeeniveau.

## Plaatsen in de nabije omgeving
De onderstaande figuur toont nabijgelegen plaatsen in een straal van 20 km rond Stillmore.